# Mir-Altair
Altair war die Bezeichnung für eine französisch-russische Forschungsmission, während der sich der französische Raumfahrer Jean-Pierre Haigneré knapp drei Wochen lang an Bord der russischen Raumstation Mir befand.

## Vorbereitung
Altair war nach PVH (1982), Aragatz (1988) und Antares (1992) der vierte französische Raumflug in Zusammenarbeit mit der Sowjetunion bzw. Russland.
Die Mission wurde nach Altair, dem Hauptstern des Sternbilds Adler benannt. An Sommerabenden steht dieser Stern im Zenit über dem Kosmodrom Baikonur.
Als Raumfahrer wurde Jean-Pierre Haigneré ausgewählt, als Ersatz Claudie André-Deshays. Beide stammten aus der zweiten Auswahlgruppe französischer Raumfahrer.
Ab 1. November 1992 bereiteten die beiden sich im Juri-Gagarin-Kosmonautentrainingszentrum bei Moskau auf ihren Einsatz vor. Formal wurde die Ausbildung am 4. Juni 1993 durch die Abschlussprüfung beendet.

## Wissenschaftliches Programm
Die wissenschaftliche Arbeit der Mission umfasste zehn Experimente:

### Biowissenschaft
- ORTHOSTATISME: Dieses Experiment bestand aus den drei Teilen Echographie, Diurese und Tissu und untersuchte die Funktionen des Herzens und der Blutgefäße in der Schwerelosigkeit.
- VIMINAL: Wie schon bei den beiden vorhergehenden Missionen wurde auch dieses Mal der Einfluss der Schwerelosigkeit auf Wahrnehmung und der Bewegung untersucht.
- ILLUSIONS: Auch dieses Instrument zur Untersuchung der Anpassung der Sinnesorgane an die Weltraumbedingungen kam bereits beim vorherigen Raumflug Antares zum Einsatz.
- SYNERGIES: Dieses neurowissenschaftliche Experiment untersuchte Synergien der Muskeln bei bestimmten Bewegungen. Hierfür wurde teilweise die Ausrüstung des Experiments Illusions verwendet. Die Daten, die in der Schwerelosigkeit gewonnen wurden, wurden mit denen verglichen, die man in der Schwerkraft der Erde aufgenommen hatte.
- BIODOSE: Dieses Experiment untersuchte die biologischen Auswirkungen der kosmischen Strahlung auf die Raumfahrer.
- IMMUNOLOGIE: Dieses Experiment untersuchte die Immunität während eines Raumflugs, basierend auf Blutproben vor und nach dem Flug.

### Materialwissenschaft
- ALICE: Hydrodynamische und thermische Untersuchungen von Flüssigkeiten in der Nähe des kritischen Punkts.

### Technologie
- EXEQ: Bei diesem Experiment wurde untersucht, welchen Einfluss eine Strahlung von schweren Ionen auf VLSI-Bauelemente (Mikroprozessoren, SRAM-Speicher und EEPROMs) hat. Die Untersuchungen hatten bereits während der Mission Antares begonnen.
- MICROACCELEROMETRE: Dieses Gerät ermittelte die Verteilung der Mikrogravitation innerhalb der Raumstation sowie die Auswirkungen verschiedener Systeme auf die Schwerkraft sehr präzise.
- TELEASSISTANCE: Hierbei wurden Methoden untersucht, bei denen ein Experte in der Bodenstation den Raumfahrer bei der Ausführung eines Experimentes in der Raumstation unterstützen konnte. Als Versuchsobjekt wurde das Experiment Orthostatisme ausgewählt.

## Missionsverlauf
Als das Raumschiff Sojus TM-17 am 3. Juli 1993 startete, waren neben Haigneré noch Kommandant Wassili Ziblijew und Bordingenieur Alexander Serebrow an Bord. Die beiden sollten die nächste Langzeitbesatzung der Raumstation Mir bilden.
Zwei Tage später koppelte das Raumschiff automatisch an den vorderen Stutzen der Mir, der nur eine halbe Stunde zuvor vom Raumfrachter Progress M-18 frei gemacht worden war. An der Raumstation waren außerdem noch der Frachter Progress M-17 und das Raumschiff Sojus TM-16 angekoppelt.
An Bord der Raumstation wurden die drei Kosmonauten von der Stammbesatzung Mir EO-13 begrüßt: Kommandant Gennadi Manakow und Bordingenieur Alexander Poleschtschuk.
Über zwei Wochen führte Haigneré die wissenschaftlichen Experimente durch. Während Zibilijew und Serebrow an Bord der Mir blieben, kehrte Haigneré mit Manakow und Polestschuk am 22. Juli 1993 an Bord von Sojus TM-16 zur Erde zurück.